# Белых, Юрий Васильевич
Ю́рий Васи́льевич Белы́х (род. 30 сентября 1941, с. Николаевка, Ивантеевский район, Саратовская область, РСФСР, СССР) — российский государственный деятель, глава администрации Саратовской области в 1992–1996 годах, член Совета Федерации в 1994–1996 годах.

## Биография
Родился 30 сентября 1941 в селе Николаевка Ивантеевского района Саратовской области в семье служащих, русский.
После окончания школы поступил в Саратовское техническое училище № 1, окончил его по специальности «токарь по металлу». В 1967 окончил Саратовский сельскохозяйственный институт имени Н. И. Вавилова по специальности «учёный-агроном».
С 1960 по 1962 — токарь предприятия п/я 122 (Саратов). В 1965 был направлен в совхоз «Бартеневский» на должность главного агронома.
С 1973 по 1974 — председатель колхоза «имени Н. К. Крупской» Татищевского района.
С 1974 по 1983 — директор совхоза «Лесной», а с 1983 по 1985 — начальник управления совхозов Татищевского района.
С сентября 1985 по февраль 1992 — директор Дубковской птицефабрики Саратовского района.
До августа 1991 — член КПСС.
Народный депутат Российской Федерации (март 1990—1993). Лишён мандата за неявку на X чрезвычайный съезд.
Указом президента России Б. Ельцина от 25 февраля 1992 был назначен исполняющим обязанности главы администрации Саратовской области, а 30 июня того же года — главой администрации. Возглавлял администрацию до 21 февраля 1996, когда был освобождён от занимаемой должности с формулировкой «за грубые нарушения трудовых прав граждан, выразившиеся в нецелевом использовании средств, выделенных из федерального бюджета и предназначенных для выплаты заработной платы работникам бюджетной сферы, иных социальных выплат».
Член Совета Федерации Федерального собрания Российской Федерации с 11 января 1994 по 10 апреля 1996, являлся членом Комитета Совета Федерации по бюджету, финансовому, валютному и кредитному регулированию, денежной эмиссии, налоговой политике и таможенному регулированию.

## Семья
Женат, имеет двоих детей.

## Награды
- Медаль «За трудовую доблесть»[4]
- Заслуженный работник сельского хозяйства Российской Федерации (1 июня 1993) — за заслуги в области сельского хозяйства и многолетний добросовестный труд[5]